# エンパイア・アース
エンパイア・アース(Empire Earth)は、ステンレススチールスタジオ及びマッドドッグスタジオ開発のリアルタイムストラテジーゲーム。発売は北米で2001年11月12日にシエラエンターテイメントから行われた。完全日本語版は2002年4月12日にカプコンより発売。拡張版のアート・オブ・コンクエストは2002年9月17日に北米で発売され、同日本語版の発売日は2003年2月28日である。続編にエンパイア・アース2、エンパイア・アース3がある。

## 概要
初代エイジ・オブ・エンパイアのリードデザイナー、リック・グッドマンがゲームデザインを行っており、文明の概念や時代の進化など多くの点で共通している。相違点としては本作が先史時代から近未来を扱っているのに対してエイジ・オブ・エンパイアシリーズは作品ごとに古代、中世、近代を扱っていることが挙げられる。また、本作はユニットを改良できる量が決まっており、攻撃力も防御力も速度も優れたオールマイティーなユニットを作り出すことはできず、攻撃力の重視や防御力の重視など方向性を持ったユニットの改良が勝利のために必要となる。エイジ・オブ・エンパイアにあった交易や売買の概念はなく、鉱山などがなければ金をいくら有していても交換することはできない。その他に士気という概念が導入され、町の中心(町の人を生産する拠点)の近くでは守備力が向上する設定となった。英雄というコストは高いが士気を向上させたり、HPの急速な回復を行えるユニットの作成ができるのも特徴の1つである。
ゲームは「内政」「生産」「戦闘」の3要素から成り立っている。これらを繰り返しながら自国を発展させ、異国を支配すれば勝利となる。
生産
戦闘に必要なユニットを作る。建てる軍事施設によって生産されるユニットが異なるため、戦況に応じたユニット生産が求められる。
内政
資源を発掘し、国の蓄えを増やす。安定した供給がなければ自由なユニット生産もできなくなるため、先に内政を固める必要がある。
戦闘
敵の国へ攻め込む。長期戦になると国の資源が苦しくなる可能性もある。

## シングルプレイ
ギリシアキャンペーン
トロイア戦争からアレクサンドロス大王の活躍によるペルシア征服に至るまで。
イギリスキャンペーン
ウィリアム征服王のノルマンコンクエスト、百年戦争のエドワード黒太子やヘンリー5世によるアジャンクールの戦いを経て、ウェリントン公によるワーテルローの戦いまで。
ドイツキャンペーン
第一次世界大戦におけるレッド・バロンことマンフリート・フォン・リヒトホーフェンの活躍と、第二次世界大戦における電撃戦及びアシカ作戦まで。
ロシアキャンペーン
架空の未来史。近未来のロシアで革命家グリゴール・ストヤノビッチがクーデターによりロシア連邦政府を転覆。ノヴァヤ・ロシアを建国して世界制覇を試みるが、腹心のセルゲイ・モロトフがタイムマシンで過去に遡り彼の野望を打ち砕くまで。
ローマキャンペーン
拡張版のキャンペーン。古代ローマにおける、ガイウス・マリウスとユリウス・カエサルの戦い。
太平洋キャンペーン
拡張版のキャンペーン。太平洋戦線でのアメリカの反攻を扱う。ミッドウェイ海戦、ガダルカナルの戦い、レイテ海戦を経て硫黄島の戦いまで。
アジアキャンペーン
拡張版のキャンペーン。架空の未来史。フー・クワンドゥによるアジア統一国家UFARの建国から火星への入植、地球からの火星の独立に至るまで。

## 時代
- 先史時代 : I
- 石器時代 : II
- 銅器時代 : III
- 青銅器時代 : IV
- 暗黒時代 : V
- 中世 : VI
- ルネサンス時代 : VII
- 帝国主義時代 : VIII
- 産業革命時代 : IX
- 原子力時代-第一次世界大戦 : X
- 原子力時代-第二次世界大戦 : XI
- 原子力時代-現代 : XII
- デジタル時代 : XIII
- ナノテク時代 : XIV
- 宇宙時代* : XV

## ユニット

### 歩兵
- クラブ戦士 - メイス戦士 - ショートソード兵 - ロングソード兵
- バーバリアン剣士
- バイキング戦斧兵
- ロックスロアー投石戦士
- スピアマン槍戦士 - ファランクス槍歩兵 - パイクマン長槍歩兵 - ハルバーディア槍矛兵
- サンプソン破城戦士
- スリンガー投石戦士 - 原始弓兵 - コンポジットボウ兵 - ロングボウ兵
- クロスボウ兵
- 火縄銃兵 - マスケット銃士 - グレナディア近衛歩兵 - ドウボーイ（英語版）小銃歩兵 - 海兵隊員 - センチネルレーザー歩兵 - ガーディアンレーザー歩兵 - ウォッチマン（拡張版のみ）
- シャープシューター狙撃兵 - スナイパー精鋭狙撃兵
- 擲弾筒兵 - バズーカ歩兵
- ハンドキャノン兵 - 迫撃砲兵 - 重迫撃砲兵
- エリートガード - 機関銃兵
- パルチザン兵
- 火炎放射器兵
- スティンガー対空歩兵
- 帝国時代式衛生兵 - 原子力時代式衛生兵 - デジタル時代式衛生兵

### 騎兵
- 騎馬石斧戦士 - カタフラクト剣騎兵 - クィラシア剣騎兵 - 重装クィラシア剣騎兵
- 青銅槍騎兵 - 長槍騎士
- ジャベリン投槍兵 - パイラム投槍兵
- 戦車弓兵 - 騎馬弓兵
- ペルシア投槍騎兵
- カラバニア小銃騎兵 - ドラグーン小銃騎兵
- 軍用象
- 騎象弓兵

### 戦車
- マークV榴弾砲戦車 - シャーマン榴弾砲戦車 - M1榴弾砲戦車 - グラディエーターレーザー戦車 - センチュリオンレーザー戦車
- A7V徹甲弾戦車 - 号戦車徹甲弾戦車 - レオパルト徹甲弾戦車
- 対空ハーフトラック - スカイウォッチャー対空砲

### 攻城兵器
- 対人投石機 - バリスタ対人弩砲
- 攻城輸送塔 - 重攻城輸送塔
- カタパルト攻城投石機 - トレバシェット攻城投石機
- 破城鎚 - 重破城鎚
- カルヴァリン対人野戦砲 - ブロンズ対人野砲
- バシリスク攻城砲 - サーペンタイン攻城砲 - 攻城榴弾カノン砲 - パラディン攻城砲
- ボンバード射石砲 - 自走臼砲 - コロッサス自走臼砲
- 57mm対戦車砲 - 120mm対戦車砲 - ソー対戦車自走砲 - ハーキュリーズ対戦車自走砲

### 艦船
- 釣り船 - 青銅器時代式漁船 - 帝国主義時代式漁船
- 荷運び船 - 銅器時代式輸送船 - 青銅器時代式輸送船 - 帝国主義時代式輸送船
- 戦さ船 - 銅器時代式フリゲート - 青銅器時代式フリゲート - ビザンティン式フリゲート - 中世式フリゲート - ルネサンス式フリゲート - 帝国主義時代式フリゲート
- 銅器時代式戦艦 - 青銅器時代式戦艦 - ビザンティン式戦艦 - 中世式戦艦 - ルネサンス式戦艦 - 帝国主義時代式フリゲート
- 銅器時代式ガレー船 - 青銅器時代式ガレー船 - ビザンティン式ガレー船 - 中世式ガレー船 - ルネサンス式ガレー船 -
- Uボート級潜水艦 - ノーチラス級潜水艦 - ハマーヘッド級潜水艦
- トライデント級潜水艦 - トライトン級潜水艦
- エンタープライズ空母 - ネクサス級空母

### 航空機
- ソッピース・キャメル戦闘機 - スピットファイア戦闘機 - P51戦闘機 - F-15戦闘機 - ジャッカル戦闘機 - ネビュラ戦闘機
- フォッカーDr.I戦闘爆撃機 - Me109戦闘爆撃機 - Me262爆撃機 - F-117 - タロン戦闘爆撃機 - フェニックス戦闘爆撃機
- ゴータ爆撃機 - ハインケルHe111爆撃機 - B-17爆撃機 - B-2爆撃機 - B-122ワイヴァーン爆撃機
- B-29核爆撃機 - B-52核爆撃機 - タイタン核爆撃機
- タイフーン対戦車攻撃機 - A-10対戦車攻撃機
- シー・キング対潜ヘリ - シー・キングII対潜ヘリ
- 輸送ヘリ - ペガサス輸送ヘリ
- 対戦車ヘリ - スペクター対戦車ヘリ
- 対人攻撃ヘリ - リーパー対人攻撃ヘリ

### サイバー(サイバー・ファクトリー)
- アリーズ飛行戦闘サイバー(Ares) - アリーズⅡ飛行戦闘サイバー(Ares II)
- パンドーラ対歩兵サイバー(Pandora) - パンドーラⅡ対歩兵サイバー(Pandora II)
- ハイペリオン走破型サイバー(Hyperion) - ハイペリオンⅡ走破型サイバー(Hyperion II)
- ミナトール対戦車サイバー(Minotaur) - ミナトールⅡ対戦車サイバー(Minotaur II)

### サイバー(サイバー・ラボ)
- ジウース汎用戦闘サイバー(Zeus)
- アポロ援護サイバー(Apollo)
- フューリズ自爆サイバー(Furies)
- テンペスト反物質サイバー(Tempest)
- ヘイディーズ時空サイバー(Hades)
- ポセイドン同化サイバー(Poseidon)